# Astana 2010
Questa voce raccoglie le informazioni riguardanti l'Astana nelle competizioni ufficiali della stagione 2010.

## Stagione
Avendo licenza da UCI ProTeam, la squadra ciclistica kazaka ha avuto diritto di partecipare alle gare del Calendario mondiale UCI 2010, oltre a quelle dei circuiti continentali UCI.
Il passaggio alla stagione 2010 è stato caratterizzato dal trasferimento in blocco dal team kazako alla nuova squadra statunitense creata da Lance Armstrong, la RadioShack, di dodici elementi della rosa, oltre al general manager Johan Bruyneel e ai direttori sportivi Alain Gallopin, Dirk Demol e Vjačeslav Ekimov. Yvon Sanquer ha sostituito Bruyneel, mentre i due italiani Guido Bontempi e Giuseppe Martinelli sono stati ingaggiati come direttori sportivi.
L'Astana ha chiuso la stagione con undici vittorie nel circuito mondiale tra cui, su tutte, il Tour de France vinto da Alberto Contador e la Liegi-Bastogne-Liegi vinta da Aleksandr Vinokurov. Sette sono stati i successi nel circuito UCI Europe Tour 2010, tra cui i successi nella classifica generale alla Vuelta a Castilla y León e alla Volta ao Algarve di Contador e la vittoria del Giro del Trentino di Vinokurov.
Maksim Gurov e Gorazd Štangelj si sono imposti nelle prove in linea dei rispettivi campionati nazionali, Kazakistan e Slovenia, mentre l'australiano Allan Davis si è imposto nella prova in linea dei XIX Giochi del Commonwealth.
La stagione si chiude quindi con un totale di diciannove vittorie, più le affermazioni nella classifica a punti del Tour de France (Contador) e del Tour de Pologne (Davis), il terzo posto nella classifica a squadre del calendario mondiale e il secondo in quella individuale di Contador, ma anche con la positività dello stesso Contador al clenbuterolo, sostanza vietata dalle leggi antidoping.

## Organico

### Staff tecnico
GM=General manager; DS=Direttore sportivo.
|  | Naz.                  | Ruolo | Sportivo            |  |  |  |
|  | --------------------- | ----- | ------------------- |  |  |  |
|  | Francia (bandiera)    | GM    | Yvon Sanquer        |  |  |  |
|  | Italia (bandiera)     | DS    | Guido Bontempi      |  |  |  |
|  | Italia (bandiera)     | DS    | Giuseppe Martinelli |  |  |  |
|  | Kazakistan (bandiera) | DS    | Dmitrij Sedun       |  |  |  |
|  | Kazakistan (bandiera) | DS    | Aleksandr Šefer     |  |  |  |

### Rosa
|  | Naz.                  |  | Sportivo             | Anno |  |  |
|  | --------------------- |  | -------------------- | ---- |  |  |
|  | Kazakistan (bandiera) |  | Asan Bazaev          | 1981 |  |  |
|  | Spagna (bandiera)     |  | Alberto Contador     | 1982 |  |  |
|  | Australia (bandiera)  |  | Allan Davis          | 1980 |  |  |
|  | Australia (bandiera)  |  | Scott Davis          | 1979 |  |  |
|  | Spagna (bandiera)     |  | David de la Fuente   | 1981 |  |  |
|  | Kazakistan (bandiera) |  | Aleksandr D'jačenko  | 1983 |  |  |
|  | Kazakistan (bandiera) |  | Valerij Dmitriev     | 1984 |  |  |
|  | Kazakistan (bandiera) |  | Dmitrij Fofonov      | 1976 |  |  |
|  | Italia (bandiera)     |  | Enrico Gasparotto    | 1982 |  |  |
|  | Kazakistan (bandiera) |  | Maksim Gurov         | 1979 |  |  |
|  | Spagna (bandiera)     |  | Jesús Hernández      | 1981 |  |  |
|  | Ucraina (bandiera)    |  | Andrij Hrivko        | 1983 |  |  |
|  | Kazakistan (bandiera) |  | Maksim Iglinskij     | 1981 |  |  |
|  | Kazakistan (bandiera) |  | Valentin Iglinskij   | 1984 |  |  |
|  | Spagna (bandiera)     |  | Josep Jufré          | 1975 |  |  |
|  | Kazakistan (bandiera) |  | Roman Kireev         | 1987 |  |  |
|  | Spagna (bandiera)     |  | Daniel Navarro       | 1983 |  |  |
|  | Kazakistan (bandiera) |  | Evgenij Nepomnjaščij | 1987 |  |  |
|  | Spagna (bandiera)     |  | Benjamín Noval       | 1979 |  |  |
|  | Spagna (bandiera)     |  | Óscar Pereiro        | 1977 |  |  |
|  | Kazakistan (bandiera) |  | Bolat Rajymbekov     | 1986 |  |  |
|  | Kazakistan (bandiera) |  | Sergej Renëv         | 1985 |  |  |
|  | Italia (bandiera)     |  | Mirko Selvaggi       | 1985 |  |  |
|  | Slovenia (bandiera)   |  | Gorazd Štangelj      | 1973 |  |  |
|  | Italia (bandiera)     |  | Paolo Tiralongo      | 1977 |  |  |
|  | Kazakistan (bandiera) |  | Aleksandr Vinokurov  | 1973 |  |  |
|  | Kazakistan (bandiera) |  | Andrej Zejc          | 1986 |  |  |

## Ciclomercato
| Allan Davis          | Quick-Step       |
| Scott Davis          | Fly V Australia  |
| Dmitrij Fofonov      | inattivo         |
| David de la Fuente   | Fuji-Servetto    |
| Enrico Gasparotto    | Lampre           |
| Maksim Gurov         | Carmiooro        |
| Andrij Hrivko        | ISD              |
| Valentin Iglinskij   | inattivo         |
| Josep Jufré          | Fuji-Servetto    |
| Evgenij Nepomnjaščij | neo pro          |
| Óscar Pereiro        | Caisse d'Epargne |
| Mirko Selvaggi       | Amica Chips      |
| Gorazd Štangelj      | Liquigas         |
| Paolo Tiralongo      | Lampre           |

| Lance Armstrong   | RadioShack |
| Janez Brajkovič   | RadioShack |
| Chris Horner      | RadioShack |
| Andreas Klöden    | RadioShack |
| Berik Kupešov     | -          |
| Levi Leipheimer   | RadioShack |
| Steve Morabito    | BMC        |
| Dmitrij Murav'ëv  | RadioShack |
| Sérgio Paulinho   | RadioShack |
| Jaroslav Popovyč  | RadioShack |
| Grégory Rast      | RadioShack |
| José Luis Rubiera | RadioShack |
| Michael Schär     | BMC        |
| Tomas Vaitkus     | RadioShack |
| Haimar Zubeldia   | RadioShack |

## Palmarès

### Corse a tappe
ProTour
- Paris-Nice

4ª tappa (Alberto Contador)
Classifica generale (Alberto Contador)
- Tirreno-Adriatico

5ª tappa (Enrico Gasparotto)
- Critérium du Dauphiné

Prologo (Alberto Contador)
5ª tappa (Daniel Navarro)
6ª tappa (Alberto Contador)
Classifica a punti (Alberto Contador)
- Tour de France

13ª tappa (Aleksandr Vinokurov)
Classifica generale (Alberto Contador)
- Tour de Pologne 2010

Classifica a punti (Allan Davis)
Continental
- Volta ao Algarve

3ª tappa (Alberto Contador)
Classifica generale (Alberto Contador)
- Vuelta a Castilla y León

4ª tappa (Alberto Contador)
Classifica generale (Alberto Contador)
- Giro del Trentino

1ª tappa (Aleksandr Vinokurov)
Classifica generale (Aleksandr Vinokurov)
- Tour of Hainan

2ª tappa (Valentin Iglinskij)
Classifica generale (Valentin Iglinskij)

### Corse in linea
ProTour
- Liegi-Bastogne-Liegi (Aleksandr Vinokurov)

Continental
- Monte Paschi Strade Bianche (Maksim Iglinskij)

### Campionati nazionali
Strada
- Campionati kazaki

In linea (Maksim Gurov)
- Campionati sloveni

In linea (Gorazd Štangelj)
- Giochi del Commonwealth

In linea (Allan Davis)

## Classifiche UCI

### Calendario mondiale UCI
Individuale
Piazzamenti dei corridori dell'Astana nella classifica individuale del Calendario mondiale UCI 2010.
| Pos. | Ciclista            | Punti |
| ---- | ------------------- | ----- |
| 2    | Alberto Contador    | 482   |
| 11   | Aleksandr Vinokurov | 283   |
| 42   | Maksim Iglinskij    | 117   |
| 82   | Enrico Gasparotto   | 56    |
| 89   | Allan Davis         | 48    |
| 190  | Daniel Navarro      | 6     |

Squadra
L'Astana ha chiuso in terzaposizione con 986 punti.